# 華晨汽車
華晨汽車集団有限公司（かしんきしゃ、Brilliance Auto）は、遼寧省瀋陽市に本拠地を置く中国の自動車メーカーである。自主ブランドとして商用車の金杯（ジンベイ）および乗用車の中華を展開していたが、販売不振により撤退し、現在はBMWとの合弁による「華晨宝馬」が実質的に唯一の収益源となっている。

## 概要
華晨汽車集団有限公司は持株会社である。事業はBMWとの合弁会社・華晨寶馬汽車有限公司がBMW車を生産し、ルノーとの合弁会社・華晨雷諾金杯汽車有限公司（旧・瀋陽華晨金杯汽車有限公司）が「金杯 (Jinbei)」ブランドでミニバン・ミニバスを生産する。「中華 (Brilliance)」ブランドの乗用車は現在生産を停止している。ほかに自動車部品製造や自動車金融の子会社を持つ。
独自ブランドの「中華 (Brilliance)」は「BS6（尊馳）」が2000年に登場、2002年から量産を開始。その後SUVやミニバンもラインナップされた。中華ブランドの車両へは合弁相手であるBMWの技術供与が行われているほか、トヨタ自動車や三菱自動車、ポルシェ、ピニンファリーナ、イタルデザインなどからも技術供与が行われている。
「金杯」ブランドではトヨタからのライセンスを得て「海獅」（ハイエース）、「閣瑞斯 (Granse)」「海獅王」（いずれもベースはグランビア）などを生産する。中国ではハイエースのコピー車が横行しているが、「金杯」は正規のライセンスを得たものである。トヨタと豊田通商は1988年11月に金杯汽車（当時）との間で技術援助契約を結び、1991年11月に傘下の瀋陽金杯客車製造で生産が始まった。
2003年に始まったBMWとの合弁では1シリーズ、3シリーズ、5シリーズ、X1、X2、X3、ix3、X5、i3を生産している。

## 歴史
1958年創業の瀋陽汽車製造廠を前身とする。華晨汽車集団は持株会社として1992年に設立され、「金杯」ブランド車を生産していた瀋陽汽車を傘下に収める。
2000年、「中華」ブランド最初の車「中華・BS6」が登場。この時点では正式な生産許可が出ておらず、2002年に許可を得て生産開始。
2003年5月にBMWとの合弁会社・華晨BMW（华晨宝马汽车有限公司）を設立、BMW車の生産を開始。
2017年に金杯ブランドを生産する瀋陽華晨金杯汽車有限公司にルノーが出資、合弁会社の華晨雷諾金杯汽車（華晨ルノー金杯汽車）が設立された。また金杯ブランドは同社が所有する。ルノーは瀋陽に製造拠点を設け、電気商用バンなどの強化を目指した。
BMW事業は好調であったが独自ブランド車の不振により経営が悪化、2020年10月に社債がデフォルト（債務不履行）となり、11月20日には破産手続に入った。2021年8月31日、再建を支援するためBMWは「中華」ブランドの関連事業を約16億元（約270億円）で取得すると報じられた。
2021年12月30日、金杯ブランドを生産する華晨雷諾金杯汽車が破産を申請した。
2022年2月11日、BMWは中国政府が外国企業による自動車産業への投資規制を完全撤廃したことから、合弁会社・華晨BMWへの出資比率を50％から75％に引き上げた。
2023年、華晨汽車集団の救済を目指して、筆頭株主である瀋陽市は約160億元（約3200億円）で同社を買収する計画であると報じられた。

## 車種

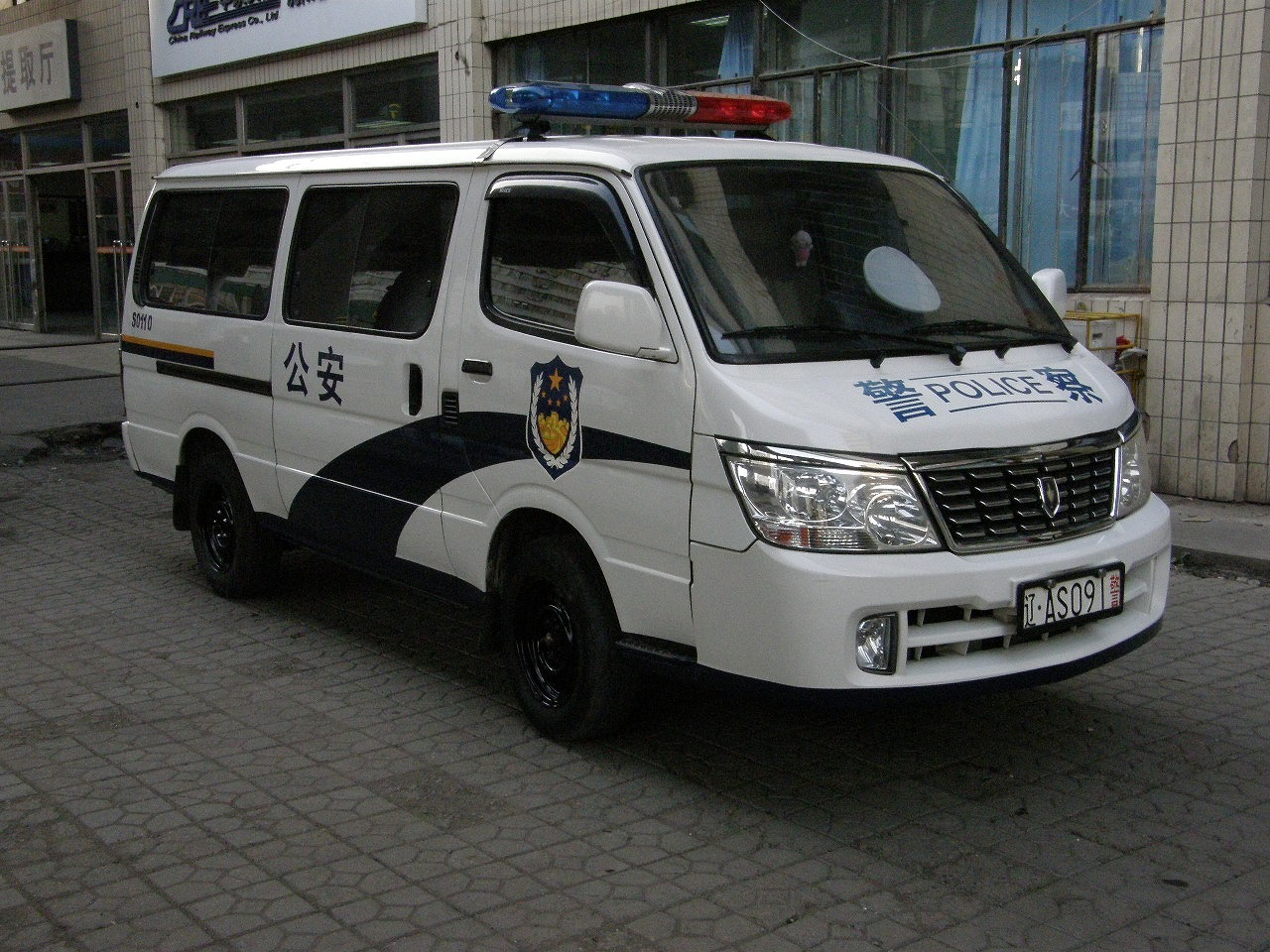
公安で使用される｢海獅｣シリーズ（トヨタハイエース）瀋陽

### 中華ブランド
- 尊馳 (BS6)
- 駿捷 (BS4)
- 酷宝 (BC3)
- 駿捷FRV (BS2)

### 金杯ブランド
- 海獅 (Haise)/新海獅（トヨタ・ハイエース）
- 閣瑞斯 (Granse)（トヨタ・グランビア）
- 海獅王 (Haise King)（トヨタ・グランビア）
- 快運（商用バン）
- F50（小型MPV）